# Dvorec Zemono
Dvorec Zemono (tudi Dvorec Belvedere) stoji na griču (139 mnm) med vinogradi v bližini istoimenskega kraja v Vipavski dolini, okrog 2 km zahodno od Vipave.
Zgrajen je v renesančnem slogu z značilnimi polkrožno zaključenimi zunanjimi arkadami ter poslikan je s freskami neznanega avtorja.
V njem zdaj pogosto potekajo razne prireditve: koncerte klasične glasbe, likovne razstave in poročne slovesnosti. V kletnih prostorih je restavracija. 

## Zgodovina
Dvorec je bil zgrajen leta 1689 kot poletna rezidenca oziroma lovski dvorec. Listine o najzgodnejšem obdobju dvorca Zemono niso ohranjene, predvsem zaradi uničenja v prvi svetovni vojni in funkcije, ki jo je dvorec imel, saj je bil le eno izmed poslopij vipavske graščine, nikoli pa sedež fevdalne posesti.
Dvorec ni bil nikdar stalno naseljen. V njem so potekale zabave plemičev, v času trgatev pa so v njem pridelovali vino. Njegov prvi lastnik je bil vipavski zemljiški gospod Francesco Antonio Lanthieri. Prodal ga je baronu Levetzovu, ta ga je leta 1918 Evgenu Maierju, nato pa je bil last družin Pregelj in Kalc. V času Jugoslavije je imela v njem prodajno-razstavni salon tovarna pohištva Lipa.